# Узуните
Узу̀ните е село в Северна България, община Габрово, област Габрово.

## География
Село Узуните се намира на около 8 km северно от центъра на град Габрово, 4 km северозападно от село Донино и 11 km запад-югозападно от град Дряново. Разположено е в източната част на платото Стражата, около 1,5 km източно от река Янтра, течаща в Стражанския пролом. Застроено е в източния край на възвишението Дълги рид, преобладаващият наклон на терена е приблизително на юг и Надморските височини са предимно в интервала 565 – 480 m.
Населението на село Узуните, наброявало 105 души при преброяването към 1934 г., намалява до 8 души (по текущата демографска статистика за населението) към 2019 г.

## История
През 1995 г. дотогавашното населено място колиби Узуните придобива статута на село..

## Население
Преброяване на населението през 2011 г.
Численост и дял на етническите групи според преброяването на населението през 2011 г.:
|                     | Численост | Дял (в %) |
| Общо                | 11        | 100,00    |
| Българи             | 11        | 100,00    |
| Турци               | 0         | 0,00      |
| Цигани              | 0         | 0,00      |
| Други               | 0         | 0,00      |
| Не се самоопределят | 0         | 0,00      |
| Неотговорили        | 0         | 0,00      |